# Slowakische Badminton-Mannschaftsmeisterschaft 1996
Die Slowakische Badminton-Mannschaftsmeisterschaft 1996 war die dritte Auflage der Teamtitelkämpfe in der Slowakei. Meister wurde Spoje Bratislava.

## Endstand
| Platz | Team                 | Spiele | G U V  | Spielpunkte | Punkte |
| ----- | -------------------- | ------ | ------ | ----------- | ------ |
| 1.    | Spoje Bratislava A   | 12     | 10 1 1 | 81:15       | 21     |
| 2.    | Slávia TU Košice     | 12     | 8 2 2  | 65:31       | 18     |
| 3.    | TJ Lokomotíva Košice | 12     | 6 4 2  | 61:35       | 16     |
| 4.    | Spoje Bratislava B   | 12     | 3 1 8  | 28:68       | 7      |
| 5.    | CEVA Trenčín A       | 12     | 7 1 4  | 58:38       | 15     |
| 6.    | CEVA Trenčín B       | 12     | 3 4 5  | 40:56       | 10     |
| 7.    | Slávia Trnava        | 12     | 3 2 7  | 31:65       | 8      |
| 8.    | ČERTi Nové Zámky     | 12     | 0 1 11 | 11:61       | 1      |